# Polkovice
Polkovice – gmina w Czechach w powiecie Przerów w kraju ołomunieckim.
Pierwsza wzmianka o miejscowości pochodzi z roku 1275.